# Cersei Lannister

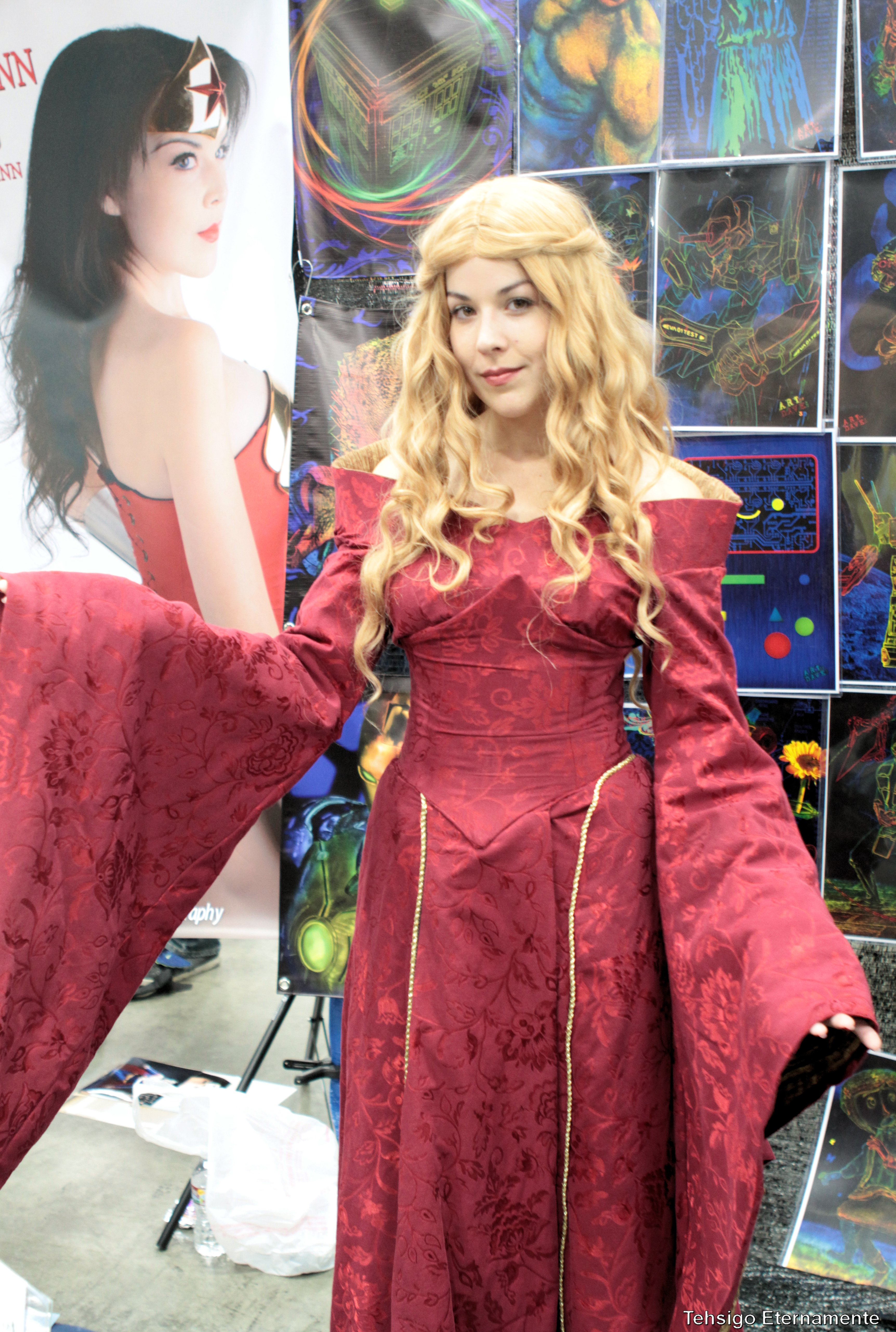
En cosplayer klädd som Cersei Lannister.

Cersei Lannister är en fiktiv karaktär i bokserien Sagan om is och eld av George R.R. Martin och i TV-serien Game of Thrones, som baseras på böckerna. Hon spelas av Lena Headey och är drottning av De Sju Konungarikena.
Cersei, som introducerades i Kampen om järntronen (1996), är medlem i Huset Lannister, en av de rikaste och mäktigaste familjerna på kontinenten Västeros. Hon dök sedan upp i Kungarnas krig (1998) och Svärdets makt (2000). Hon blir en framstående synvinkel karaktär i romanerna som börjar i Kråkornas fest (2005) och Drakarnas dans (2011). Karaktären kommer också att dyka up i den kommande romanen The Winds of Winter.
I berättelsen är Cersei Lannister, drottning av de sju kungarikena av Västeros, maka till kung Robert Baratheon. Hennes far ordnade äktenskapet efter att han försökte förlova Cersei med prins Rhaegar Targaryen, som hon ville, misslyckades. Targaryen-dynastin förlorade kriget, och hennes far planerade sin väg in i rollen som politisk rådgivare för den nyligen krönade kung Robert. Huset Lannister är den rikaste familjen i Västeros och hjälpte honom att vinna tronen, därför gick Robert med på ett äktenskap mellan dem. Cersei har en tvillingbror, Jaime, med vilken hon har varit inblandad i en incestuös affär. Alla tre av Cerseis barn är Jaimes, som inte är känt för kungen och orsakar en maktkamp i kölvattnet av hans död känd som de "fem kungarnas krig". Cerses huvudkaraktärsegenskaper är hennes lust efter makt och kärlek till sina barn, som hon försöker skydda.
Headey har fått utbredd uppskattning från kritiker för sin framställning av karaktären i HBO-serien Game of Thrones. Hon har nominerats till fem Emmy-utmärkelser och en Golden Globe. Under säsong 5 framställs en ung version av karaktären av Nell Williams i en flashback.

## TV-anpassning
Cersei Lannister spelas av Lena Headey i TV-anpassningen av bokserien.
Mycket av Cerseis berättelse från den första och andra säsongen i TV-serien är oförändrad från böckerna. Men en anmärkningsvärd förändring i serien är det Joffrey som auktoriserar utrensningen av Roberts oäktingar, snarare än Cersei.
Cersei har kontinuerligt berömts som en av de mest komplexa och mångfacetterade karaktärerna i båda versionerna av berättelsen. Alyssa Rosenburg från The Washington Post skrev: "När männen .... förstör sig själva och varandra och lämnar en generation kvinnor utan män, söner och äktenskapspartners, kan [Cersei] vara den enda [personen] kvar för att reparera den krossade världen."
Lena Headey har fått mycket kritiskt beröm och hyllningar för sin skildring av Cersei.